# Ctenoplusia asteia
Ctenoplusia asteia är en fjärilsart som beskrevs av Claude Dufay 1972. Ctenoplusia asteia ingår i släktet Ctenoplusia och familjen nattflyn. Inga underarter finns listade i Catalogue of Life.